# Stroomatlas
Een stroomatlas verschaft informatie over de richting en snelheid (sterkte) van de stroming op een bepaald punt, ten behoeve van de scheepvaart. De stroomsnelheden zijn in knopen aangegeven. 

## Papieren versies
In papieren vorm bestaat de stroomatlas uit hydrografische kaart op een hoes, waarin kleine gaatjes zijn uitgespaard. Door de gaatjes kunnen vectoren worden afgelezen die op een insteekkaart staan en die in de hoes kan worden verschoven. Door het verschuiven kunnen de vectoren die de stroomrichting aangeven bij een bepaalde tijd t.o.v. een bepaalde referentieplaats worden afgelezen. Meer gebruikt is de HP33, de versie waarin per gebied 13 overzichtskaarten staan met de situatie van uur tot uur, van 6 uur voor hoogwater tot zes uur na hoogwater. De normaal gebruikte referentieplaatsen in Nederland zijn: Vlissingen, Hoek van Holland, Harlingen en Delfzijl. Voor het aanlopen van havens zijn aparte detailkaarten, gebaseerd op lokaal hoogwater, alleen voor Den Helder en omgeving is het referentietijdstip laagwater, hoogwater verloopt daar te grillig. 

## Digitale versies
Tegenwoordig bestaan er ook digitale stroomatlassen. Deze digitale stroomatlassen geven de stroming weer voor een drietal karakteristieke astronomische getijsituaties: doodtij, gemiddeld- en springtij. Zoals gebruikelijk worden de stroombeelden weergegeven voor de getijfasen lopend vanaf 6 uur voor tot 6 uur na het Hoogwater bij het referentiestation. 
Voor het Nederlandse referentiestation Hoek van Holland kan tevens per getijsituatie worden gekozen voor de stroombeelden die karakteristiek zijn voor de situatie tijdens lage, gemiddelde en hoge rivierafvoeren. Bovendien kunnen de stroombeelden voor drie diepteklassen worden opgevraagd, 20, 50 en 100 m (ten opzichte van het NAP).

## Enige papieren stroomatlassen
Voor Nederland:
- Stroomatlas Nederland
- Stroomatlas benedenrivieren
- HP33, gecombineerde stroomatlas voor alle Nederlandse getijdegebieden en getijdetabel.

Voor België: 
- blad Westerschelde van de Stroomatlas Nederland
- Stroomatlas Beneden Zeeschelde vak Prosperpolder-Kruisschans
- Stroomatlas Vlaamse Banken Noordzee
- Stroomatlas Zeebrugge en Pas van het Zand
- Stroomatlas Oostende

## Enige digitale stroomatlassen
Voor Nederland:
- Stroomatlas Zuidelijk Noordzee
- Stroomatlas Maasmond (Rotterdam Rijnmond)